# Euphorbia patula
Euphorbia patula är en törelväxtart som beskrevs av Philip Miller. Euphorbia patula ingår i släktet törlar, och familjen törelväxter. Inga underarter finns listade i Catalogue of Life.